# Гніздо (фільм, 1974)
Гніздо (пол. Gniazdo) — польський художній історичний фільм, знятий режисером Яном Рибковським у 1974 році.

## Сюжет
У фільмі висвітлюється життя та правління князя полян Мешка І. Під час боротьби з маркграфом Східно-Франкського королівства Годоном він тяжко захворів. У ніч перед битвою при Цедині (972 р.), борючись з недугою, князь згадує основні події свого життя задля виявлення причин свого стану у найвідповідальніший момент, а також для визначення своїх подальших дій.
У 972 р. відбулося чергове польсько-німецьке зіткнення. Сторони зійшлися на берегах Одеру. Маркграф Годон не міг спокійно спостерігати за зростанням могутності Мешка, тож вирішує провчити князя полян. Той же, у свою чергу, діє на випередження і встигає зайняти вигідні позиції поблизу замку Цедина. Однак він захворів і йому привидівся померлий батько. Очікуючи на прибуття відьми, яка була відомою знахаркою, Мешко починає пригадувати, що ж його привело до цієї межі.
Будучи ще малим хлопцем, Мешко отримує від свого батька Земомисла амулет, зроблений із монети із зображенням одного з римських імператорів. Цей амулет подарував мандрівний торговець, який прибув до Гнєзна (резиденція правителів західних полян). Водночас він пророкує велике майбутнє Мешку, який має значно розширити кордони країни. Після цього спогад переривається.
Наступний епізод виринає з пам'яті після спілкування Мешка з відьмою, яка дала йому зілля, а також рекомендувала дослухатися до духів померлих предків. Князь пригадує свою сварку з батьком з приводу необхідності прийняття християнства. Земомисл не бажав шукати жодних зв'язків із Заходом, оскільки вважав, що це призведе до неминучої загибелі країни. Мешко ж апелює до відсутності консолідації племен, адже у них є свої боги і правителі. На ці зауваження Земомисл не реагує і обіцяє покарати кожного, хто піде проти його волі.
Через деякий час старий правитель, відчуваючи наближення смерті, збирає своїх синів для визначення спадкоємця. Не довіряючи Мешку, він призначає своїм наступником молодшого сина Чтибора, однак той відмовляється і визнає владу брата. Проти цього виступає їхній дядько Одолан, який через це втрачає свій наділ (його передають Святополку, ще одному брату Мешка). Він не змирився зі своєю поразкою і за підтримки сакса Віхмана перемагає та вбиває Святополка, за що згодом був страчений.
Після спалення тіла свого батька, Мешко проголошує курс на розширення володінь в усіх напрямках. Однак при цьому він стверджує, що треба обов'язково прийняти християнство. На цьому моменті спогад обривається і, виринувши із задуми, Мешко розуміє, що його переслідує дух батька. Земомисл прагне помститися за порушену клятву і зречення від релігії предків. Мешко, усвідомлюючи небезпеку, яку несе розгніваний дух батька, намагається пояснити йому свої мотиви.
У 961 р. Мєшко приєднує землі любушів, розташовані на правому березі Одеру, які шукали захисту від маркграфа Герона. Розуміючи силу свого противника (який постійно спустошував слов'янські поселення по обидва боки річки), Мешко остаточно вирішує прийняти хрещення. Не бажаючи мати справу з саксами, він звертається до чеського правителя Болеслава, який вже був хрещений. Однак його послам відмовили в аудієнції, оскільки вони були язичниками. Зважаючи на це і заручившись підтримкою при дворі, Мешко вирішує одружитися з дочкою Болеслава Дубравкою, щоб таким чином здобути собі союзника перед Папою.
Після одруження князь дізнається, що Папа Римський помер, а його наступник — більш лояльний щодо навернення нових народів. Зважаючи на це, він відправляє послів до Рима і, зрештою, приймає хрещення. Після цього Мешко направляється до Оттона І з проханням розділити маркграфство померлого Герона.  Навзамін він обіцяє знищити Віхмана, який неодноразово дошкуляв королю. Здолавши його, Мешко також отримує згоду короля (який в той час знаходився на півдні) на спільні дії проти союзників Віхмана. Однак наближені Оттона відхиляють цю пропозицію, що змушує Мешка змінити свої плани. Він вирішує захопити Західне Помор'я, де на той час правив князь Богуслав. Здолавши останнього, Мешко укріпляє володіння і добивається призначення єпископа зі своїх людей.
Підбиваючи підсумки своєї діяльності, Мешко звертається до батька з наголошенням обов'язку останнього допомогти у битві. Побачивши низку позитивних знаків, князь надихає  своїх воїнів прихильністю вищих сил. Після цього розпочинається битва, у якій Годон зазнає нищівної поразки. Мешко відпускає полоненого маркграфа і повертається до Гнєзна.

## Історичні неточності
У фільмі є низка моментів, які варто поставити під сумнів. Більшість з них безпосередньо пов'язана з жанром картини та метою її створення. Передусім йдеться про телеологічний характер «Gniazdo». Яскраво простежується той факт, що Мешко І від самого початку мав за мету об'єднання розрізнених племен у єдину країну. Це чітко простежується в епізоді з іноземним купцем, який пророкує йому великі звершення у майбутньому. Навіть теоретичне існування торговця східної зовнішності у супроводі верблюдів, який відвідує Гнєзно у Х ст., викликає питання, адже, як відомо, землі полян — це переважно болотиста місцевість, у центрі якої, власне, стоїть Гнєзно.
Варто виокремити мовне питання, з яким пов'язано одразу декілька проблемних моментів. По-перше, сумнівним є можливість порозуміння полян та саксів. Незважаючи на постійні контакти між обома племенами, все ж стверджувати, що вони цілком розуміли одне одного без тлумачів, ми не можемо. Особливо це стосується численних діалогів між Оттоном І та Мешком. Обоє правителів чомусь розмовляли польською (типова помилка для фільмів подібного жанру) і чудово розуміли одне одного.
Водночас постає питання про актуальність етнологічної термінології, яку вживають героями фільми. Зокрема, Мешко неодноразово називає своїх західних сусідів то німцями, то саксами. Тут простежується подвійна суперечність: якщо вони «німі», то як можна завжди їх розуміти, а з іншого боку, звідки можна знати їх античну назву (чи то самоназву, бо етимологія цього слова достеменно невідома). Такі ж питання виникають і до назв інших племен (серби, чехи, велети), які вживають обидва правителі (вочевидь, мовного порозуміння у Х ст. не було), а також географічних об'єктів (Вісла, Одер тощо). Крім цього, князь полян згадує про існування Гданська, який насправді був заснований вже під час правління його сина Болеслава.
Продовжуючи тему лексичних нюансів фільму, варто звернутися до деяких аспектів географії, які постають у фільмі. По-перше, в одному з епізодів Мешко стверджує, що поляни сидять на краю землі. Цій тезі суперечать інші твердження самого князя. Спочатку він стверджує, що розширюватиме територію на південь, північ і захід (чи можна виходити за межі кінця — питання риторичне), а згодом його наближений згадує про Святослава з Русі (чи так називали поляни руського князя — теж питання). Зважаючи на це, можна зробити висновок, що плем'я знало про існування сусідів з усіх боків і напевне не могло стверджувати про те, що знаходиться на краю.
Святослав з Русі — не єдине ім'я щодо якого виникає питання, як його інтерпретували поляни. Поряд з ним згадуються Гаральд Синьозубий (король Данії) та Гейзе з мадяр. Це ж стосується і саксонських маркграфів, і папи Іоанна ХІІІ. Щодо останнього, то Мешко, згадуючи про його обрання на Святий престол, зазначає, що він перед тим був єпископом Нарнії, з роду Крестенціїв (чи полянський князь міг знати італійські назви і вживати їх — під питанням).
Варто згадати і про відносини між різними людьми. Як вже було зазначено вище, титули героїв та їх звертання відповідають епосі. А от щодо відносин виникає куди більше запитань. По перше, у полян все ще залишалося плем'я з сильною владою старійшин (про що і сам Мешко зазначав в одному з епізодів). Однак коли призначали спадкоємця, то їх повністю ізолювали від цього процесу, проти чого вони, власне, і не дуже протестували. Це — доволі дивно, зважаючи на авторитет ради старійшин.
Продовжуючи тему відносин, варто звернутися до такого аспекту, як земельне питання. В одному з епізодів Мешко передав землі свого дядька своєму брату Святополку (постать якого доволі суперечлива, оскільки немає достовірних даних ні щодо його імені, ні щодо його життя взагалі). Цей момент — незрозумілий, адже за логікою такі питання не мав би вирішувати князь на власний розсуд. Крім цього, сам факт передачі земельного наділу у такий спосіб викликає підозри в контексті історії полян Х ст., адже тут проявляються певні ознаки феодалізму, який був значно пізнішим явищем.
Насамкінець варто проаналізувати низку фактологічних помилок, хоча й не пов'язаних між собою, але які не можна оминути. Незважаючи на те, автори загалом намагалися відтворити одяг і предмети побуту, які були характерні для тієї епохи, все ж один епізод викликає певні сумніви. Йдеться про розмальовані тонкі червоні килими в будинку Мєшка, які виконували роль завісок. Такі килими могли завозити тільки зі східних країн. Однак, активна торгівля саме в період правління Мешка лише зароджувалася, оскільки шляхи комунікацій ще не були достатньо розвиненими. Те ж стосується і скляних кубків, з яких пили вино князь та його оточення (хоча варто зауважити, що їх походження встановити важко).
Поряд з цим автори також припустилися низки логічних помилок. Зокрема, наприкінці свого життя князь Земомисл зображується занадто старим. Це — сумнівно, адже польські дослідники припускають, що він прожив не більше 70 років, тоді як у фільмі йому на вигляд за 80. Продовжуючи тематику часу, варто згадати і про епізод, пов'язаний з розмовою Мешка та одного чоловіка з його оточення щодо Папи Римського. Так, зазначається, що попередній папа (Лев VIII) помер за сім місяців до цієї розмови, тоді як нового (Іоанна ХІІІ) обрали чотири тижні тому. Як відомо, Лев VIII помер на початку березня 965 року, тоді як Іоанна ХІІІ обрали на початку жовтня того ж року. Відповідно, між цими подіями пройшло сім місяців, тож чоловік з оточення Мешка мав би зауважити, що попередній папа помер вісім місяців тому, а не сім.
Однак одним з найбільш суперечливих моментів є висвітлення поведінки саксів (або ж німців) у фільмі. В одному з епізодів зазначається, що вони протягом нетривалого часу винищили ціле слов'янське плем'я на лівому березі Одеру, оскільки його представники були язичниками. Зважаючи на те, що при Оттоні І тільки-но були створені марки на сході, стверджувати про настільки масштабні успішні операції не можна.
Варто піддати сумніву і надзвичайну жорстокість німців. Під час каральних дій маркграф Герон наказав утопити захоплених у полон слов'ян, при цьому прив'язавши їм до шиї не надто велике каміння, щоб ті довше мучилися. Цей епізод — яскрава демонстрація розмежування на «своїх» (князь Мешко, якому не байдужа доля розрізнених слов'янських племен) та «чужих» (кровожерливих німців, які тільки й прагнуть того, що винищити всіх язичників подібними способами і приєднати їх землі). Навряд чи обидві сторони ставили перед собою якісь ідеалістичні цілі (захист «наших» чи захист віри). Все було більш прагматично.

## У ролях
| Актор                | Роль                                              |
| -------------------- | ------------------------------------------------- |
| Войцех Пшоняк        | Мешко I князь полян                               |
| Марек Баргеловський  | Чтибор брат князя Мешка                           |
| Ванда Нойманн        | Дубравка дружина князя Мешка                      |
| Францішек Печка      | Мрокота                                           |
| Болеслав Плотницький | Земомисл батько князя Мешка                       |
| Хенрик Бонк          | Болеслав I Грізний чеський князь, батько Дубравки |
| Тадеуш Бялощиньський | Герон маркграф                                    |
| Януш Бильчиньський   | Одо маркграф                                      |
| Чеслав Воллейко      | Оттон I Великий імператор                         |
| Анджей Шалявський    | Одолан дядько князя Мешка                         |
| Іга Майр             | відьма                                            |
| Едмунд Феттінг       | Страхквас син Болеслава Грізного                  |
| Александр Фогель     | учасник хрещення князя Мешка                      |
| Віргіліуш Гринь      | Жегота                                            |
| Август Ковальчик     | чеський сановник                                  |
| Кшиштоф Ковалевський | Болеслав II син Болеслава Грізного                |
| Лех Ордон            | Радост                                            |
| Леонард Петрашак     | Зігфрід лицар маркграфа Одо                       |
| Ришард Петруський    | Дерван                                            |
| Ришард Рончевський   | арабський торговець                               |
| Казімєж Віхняж       | Дзвигор                                           |
| Фелікс Жуковський    | архієпископ                                       |
| Теодор Гендера       | воїн, що вітає Дубравку                           |
| Богдан Лисаковський  | воїн                                              |
| Єжи Брашка           | воїн                                              |
| Ян Пехоцинський      | воїн/чеський князь                                |
| Александер Севрук    |                                                   |
| Мечислав Стоор       |                                                   |